# Oriente (Metro de Lisboa)
Oriente es una estación de la línea Roja del metro de Lisboa, Portugal, que integra la Estación Intermodal de Oriente junto con una estación de ferrocarril y una estación de autobuses. Fue inaugurada el 19 de mayo de 1998 para recibir la Expo '98 en la zona de Parque de las Naciones.
Dispone de ascensores, escaleras mecánicas y se encuentra equipada para poder atender a pasajeros con movilidad reducida. Funciona todos los días del año, de 06:30 a 1:00.
Fue diseñada por el arquitecto Sanchez Jorge con intervenciones en azulejos de artistas de distintas nacionalidades como Antonio Seguí (argentino), Arthur Boyd (australiano), Erró (islandés), Friedensreich Hundertwasser (austríaco), Yayoi Kusama (japonesa), Joaquim Rodrigo (portugués), Abdoulaye Konaté (maliense), Sean Scully (irlandés), S. H. Raza (indio), Zao Wou-Ki (chino) y Magdalena Abakanowicz (polaca).
Creada para servir a la Expo '98, al momento de su inauguración fue la estación terminal de la línea Roja, la primera completamente independiente desde la creación de la red en 1959, siendo el otro extremo la estación Alameda, que permitió combinar con la línea Verde. En agosto de 2009 la línea Roja se extendió hasta São Sebastião (conectando con las líneas Amarilla y Azul), y desde julio de 2012 la estación Oriente dejó de ser la terminal de la línea, al inaugurarse la extensión hasta Aeroporto.